# 桂陽區
桂陽區（：／ Gyeyang gu */?），是現時大韓民國仁川廣域市的一個区。现时管有23個法定洞（12個行政洞），面積合共45.6㎢。人口有338579人。

## 歷史
- 1995年3月1日 – 从北区（现称富平区）分離独立成一区。

## 象征
- 区花杜鹃花
- 区树银杏树
- 区鸟喜鹊
- 镇山桂阳山

## 行政區劃

行政區劃圖

洞（行政洞）
- 晓星1-2洞
- 桂山1-4洞
- 鵲田1-2洞
- 鵲田瑞雲洞
- 桂陽1-2洞

## 教育机构
- 京仁敎育大學
- 敬仁女子大学
- 仁川禮一高等學校等

## 交通

### 铁路
仁川地鐵
●仁川都市鐵道1號線：
桂陽站 - 橘峴站 - 朴村站 - 林鶴站 - 桂山站 - 京仁教育大學站 - 鵲田站
韓國鐵路
●仁川國際機場鐵道：桂陽站

### 公路
- 首爾外環高速公路
  - 老梧地分岐點（朝鲜语：노오지 분기점） - 桂陽交叉路 - 瑞雲分岐點
- 仁川國際機場高速公路
  - 老梧地分岐點（朝鲜语：노오지 분기점）
- 國道39號線
- 景明大路（朝鲜语：경명대로）
- 長堤路（朝鲜语：장제로）
- 桂陽大路（朝鲜语：계양대로）
- 烽梧大路（朝鲜语：봉오대로）
- 主夫吐路（朝鲜语：주부토로）
- 馬場路（朝鲜语：마장로）
- 安南路（朝鲜语：안남로）

## 外部連結
- 官方网站 （页面存档备份，存于）